# Halil Kut

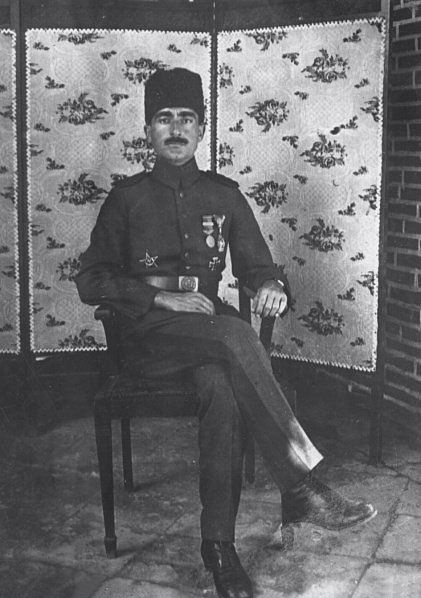
Halil Pascha 1916

Halil Kut, auch Halil Pascha (türkisch Halil Paşa; * 22. November 1882 in Istanbul; † 4. August 1957 ebenda), war ein osmanischer Gouverneur und Befehlshaber im Ersten Weltkrieg. Halil Kut war ein Onkel Enver Paschas väterlicherseits. Mit dem Namensgesetz von 1934 nahm er den Familiennamen Kut an. Er war einer der Verantwortlichen des Völkermords an den Armeniern.

## Frühe Karriere
Geboren wurde Halil Pascha in Istanbul. 1905 schloss er hier die Militärakademie ab und diente für die nächsten drei Jahre in der Osmanischen 3. Armee in Makedonien, wo er dem Komitee für Einheit und Fortschritt beitrat. Als 1908 der osmanische Sultan auf Druck der Jungtürken, zu denen auch Halil Paschas Neffe Enver gehörte, die osmanische Verfassung von 1876 wieder einsetzte, wurde Halil Pascha auf Befehl der Regierung nach Persien geschickt. Nach dem Gegenputsch des Sultans 1909 kehrte Halil Pascha nach Istanbul zurück und wurde Mitglied der königlichen Garde.
1909 wurde er beauftragt, gegen Aufständische und Banditen in der Region um Saloniki vorzugehen. Danach kämpfte er sowohl 1912 im Italienisch-Türkischen Krieg in Tripolitanien als auch in den Balkankriegen 1912/1913. Bis zum Ausbruch des Ersten Weltkrieges 1914 war Halil Pascha Kommandeur der Jandarma im östlichen Van.

## Erster Weltkrieg und Beteiligung am Völkermord an den Armeniern
Als das osmanische Reich in den Ersten Weltkrieg eintrat, gehörte Halil Pascha dem Oberkommando an. Er diente später in der Osmanischen dritten Armee an der Kaukasusfront, wo er gegen die Russen und deren armenische Verbündete kämpfte.
Während des Völkermords an den Armeniern ließ Halil Kut alle armenischen Soldaten in seinem Kommando, sowie die armenische Bevölkerung, darunter Männer, Frauen und Kinder, in Bitlis, Muş und Beyazit, massakrieren. Die von Halil verübten Massaker an den Armeniern, die bis zum Herbst 1919 andauerten, wurden von Halil Pascha in seinen Memoiren zugegeben, in denen er angab, insgesamt 300.000 Armenier getötet zu haben, und fügte hinzu: „es könnten auch mehr oder weniger sein. Ich habe nicht gezählt. […] Ich habe versucht die armenische Nation bis zu seinem letzten Individuum auszulöschen.“
1915 wechselte er an die südliche Mesopotamienfront, wo er unter dem Oberbefehls Colmar von der Goltz in der sechsten Osmanischen Armee gegen die Briten kämpfte. Nach mehreren Schlachten konnten die Osmanen am 29. April 1916 bei Kut südlich von Bagdad den britischen General Charles Vere Ferrers Townshend und seine Truppen gefangen nehmen. Nach dieser erfolgreichen Schlacht wurde Halil Pascha zum General befördert. Colmar von der Goltz war einige Tage vorher verstorben. Außerdem wurde Halil Pascha zum Gouverneur der Provinz Bagdad ernannt und war Befehlshaber der sechsten Osmanischen Armee bis zum Ende des Krieges 1918.
1917 sollte Halil Pascha auf Befehl des Kriegsministers Enver Pascha einen Teil der sechsten Armee von der Südfront an die östliche verlagern, wo sie erfolglos gegen die Briten in Persien kämpften. Diese Verlegung aber schwächte seine Truppen im Süden, so dass Bagdad am 11. März 1917 an die Briten fiel. Die Briten konnten so trotz anfänglicher Niederlagen die Osmanen aus Mesopotamien hinausdrängen. Schließlich ergab sich im Oktober 1918 Halil Pascha nach der Schlacht von Scharqat.

## Späte Jahre
Halil Pascha kam als Kriegsgefangener ins von den Alliierten besetzte Istanbul, konnte jedoch entkommen und nach Moskau fliehen, wo 1917 die Bolschewiki den Zaren gestürzt hatten. Nach Unterzeichnung des Vertrages von Moskau 1921 zwischen der türkischen Gegenregierung in Ankara und den Sowjets kehrte Halil Pascha in die Türkei zurück, wobei er Gold von Lenin mitführte, das als Gegenleistung für die Überlassung von Batumi an die Sowjets bestimmt war. Da ihm der Aufenthalt in der Türkei nicht gestattet wurde, ging er zunächst wieder nach Moskau und dann nach Berlin. Erst 1923 nach Ausrufung der Republik Türkei durfte er in seine Heimat zurückkehren. 1957 verstarb er in Istanbul.
Er ist der Großvater des Popsängers Burak Kut.

## Werke
- Taylan Sorgun (Hrsg.): Bitmeyen Savaş, 1972.